# Bleury
Bleury foi uma comuna francesa na região administrativa do Centro, no departamento Eure-et-Loir. Estende-se por uma área de 7,9 km². Em 1 de janeiro de 2012, passou a formar parte da nova comuna de Bleury-Saint-Symphorien.